# Coyuca de Catalán (municipi)
El municipi de Coyuca de Catalán és un dels 81 municipis de l'estat de Guerrero, al sud-oest de Mèxic. El cap del municipi és la ciutat de Coyuca de Catalán. El municipi cobreix una àrea de 921.9 km². El 2005, el municipi tenia una població total de 41.975 habitants.
El nom de Coyuca de Catalán prové de l'heroïna de la independència mexicana Antonia Nava de Catalán, el fill de la qual va perdre la vida a la ciutat durant una acció de la Guerra d'Independència de Mèxic.

## Geografia

### Ciutats i pobles
El 2005 hi havia 376 poblaments al municipi. Els més gran són:
| Localitat           | Població |
| ------------------- | -------- |
| Total Municipi      | 41,975   |
| Coyuca de Catalán   | 7,435    |
| Amuco de la Reforma | 2,661    |
| Paso de Camp        | 2,272    |
| Placeres del Oro    | 1,693    |
| Santa Teresa        | 1,454    |
| Patambo             | 1,076    |
| Santo Domingo       | 1,442    |

### Rius
Els principals rius del municipi són l'Amuco, el Cuírio i el Mezcala.

## Administració

### Presidents municipals
| President                                 | Període   |
| ----------------------------------------- | --------- |
| Enrique Gomezcaña Nájera                  | 1963-1965 |
| Joel Antuñez Barrera                      | 1966-1968 |
| José Garibaldi Gómez Huerta               | 1969-1971 |
| Humberto Nàjera Gomezcaña                 | 1972-1974 |
| Alicia Buitrón Brugada                    | 1975-1977 |
| Luis Brugada Echeverría                   | 1978-1980 |
| Celestino Araujo Goicochea                | 1981-1983 |
| José Gómez Suazo                          | 1984-1986 |
| Ignacio Domínguez Morales                 | 1987-1989 |
| Salathiel Romero Martínez                 | 1990-1993 |
| Martín Montaño Buitrón                    | 1993-1996 |
| Abel Echeverría Pineda                    | 1996-1999 |
| Rafael Higuera Sandoval                   | 1999-2002 |
| Alfonso Manjarrez Gómez                   | 2002-2005 |
| Andrés Peralta Santamaría (Interí)        | 2005      |
| Felipe de Jesús Cabrera González (Interí) | 2005      |
| Orbelín Pineda Maldonado                  | 2005-2008 |
| Francisco Chávez Araujo (Interí)          | 2008      |
| Elí Camacho Goichochea                    | 2009-2012 |
| Gerzain Chávez Gómez (Interí)             | 2012      |
| Rey Hilario Serrano                       | 2012-2015 |
| Abel Montufar Mendoza                     | 2015-2018 |
| Juvenal Pineda Pineda (Interí)            | 2018      |
| Eusebio Echeverría Tabares                | 2018-2021 |